# ダリル・ホール&ジョン・オーツ
ダリル・ホール&ジョン・オーツ（Daryl Hall & John Oates）は、ダリル・ホールとジョン・オーツが結成したアメリカのブルー・アイド・ソウル・デュオである。ホール・アンド・オーツの略称でも知られる。2024年解散。

## 来歴
1972年にレコード・デビュー。音楽業界は厳しく、なかなか成功をつかむことができなかったが、74年にタヴァレスが「シーズ・ゴーン」をカバーし、作者の二人も注目されるようになった。1975年8月に発表した4枚目のアルバム『Daryl Hall & John Oates』がBillboard 200の17位を記録。翌1976年1月にシングルカットされた「サラ・スマイル」（1976年）も全米4位を記録。それから「シーズ・ゴーン」（1976年）、初の全米1位「リッチ・ガール」（1977年）、「イッツ・ア・ラーフ」（1978年）、「ウェイト・フォー・ミー」（1979年）などのヒットを連発した。
1980年代以降も、「ふられた気持ち」（1980年）、「キッス・オン・マイ・リスト」（1981年）、「プライベート・アイズ」（1982年）、「アイ・キャント・ゴー・フォー・ザット」（1982年）、「マンイーター」（1983年）「アウト・オブ・タッチ」（1984年）などがヒットし、ブルー・アイド・ソウルのジャンルで特に成功したデュオとなった。1985年に行われたライヴエイドに出演。長年憧れ、また友人でもあった元テンプテーションズのエディ・ケンドリックス、デヴィッド・ラフィンと共演している。その後、1991年に活動停止したが、1995年に活動再開。二人はグループ活動の傍ら、ソロ活動やプロデューサーなどで地道に活動していた。
全米トップ10入りした16曲のうち半数近くの7曲はホールの元恋人サラ・アレンとその妹で1993年に白血病で死去したジャンナ・アレンとの共作である。

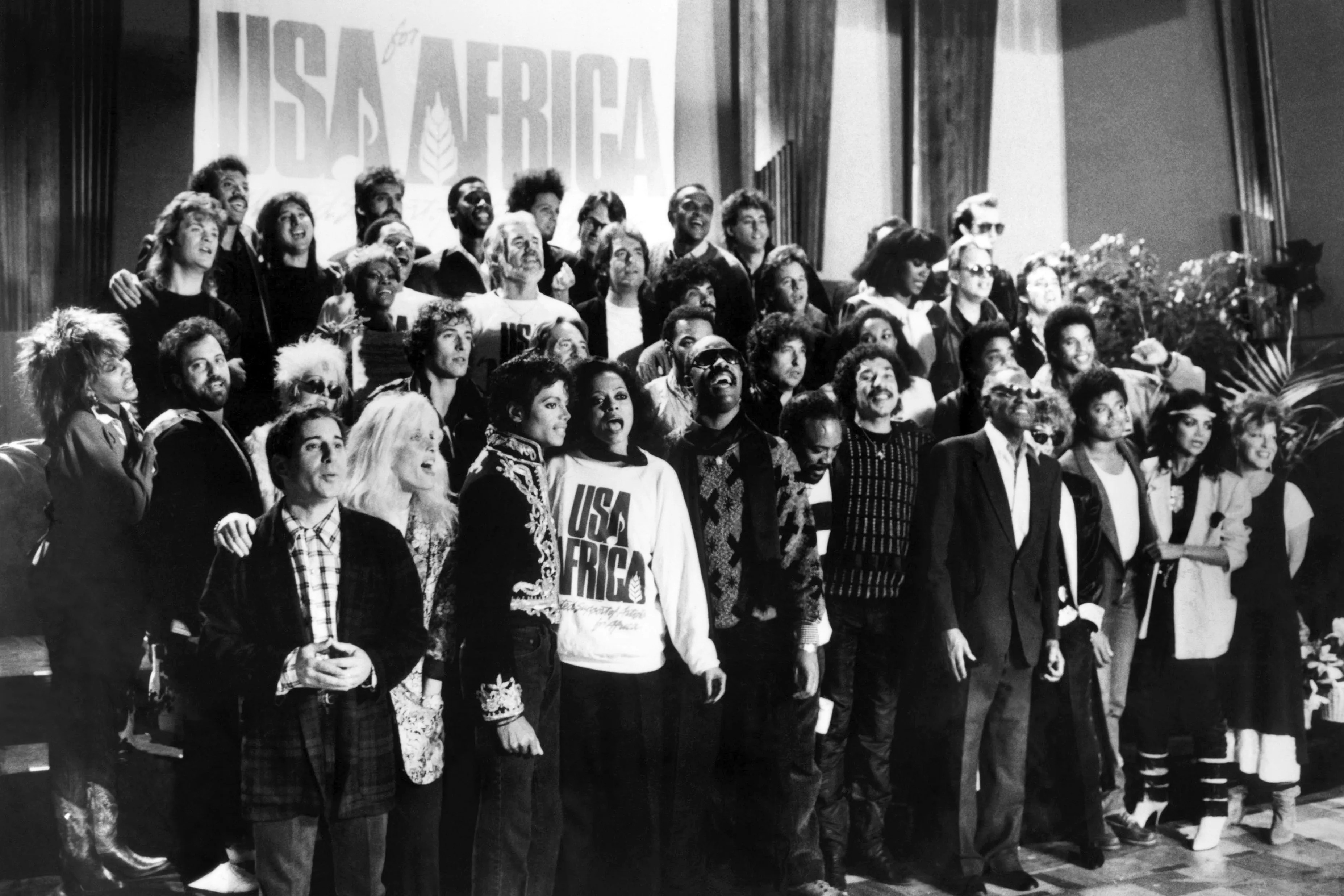
USAフォー・アフリカにてウィ・アー・ザ・ワールドを歌う

1985年、二人はUSAフォー・アフリカに参加し、ホールはチャリティ・シングルの「ウィ・アー・ザ・ワールド」のブリッジ部分でリードボーカルもとった。
2009年にソングライターの殿堂、2014年にロックの殿堂入りを果たした。キャリア40年超で、TOP40ヒット29作、TOP10ヒット16作、No.1ヒット6作、プラチナアルバム8作、ゴールドアルバム6作、ゴールドシングル6作。総売上枚数は推定4000万枚以上の実績を残している。
2023年、2人が設立した版権管理会社「ホール・オーツ・エンタープライズ」の株式の半分をオーツが投資ファンドに売却しようとしたことに端を発し、ホールがオーツを訴えるなど関係が険悪化した。2024年4月にはオーツがメディアに対し「ホール&オーツはもう終わった」と発言し、5月にはホールも「グループを見ることはもうない」と語るなど、事実上グループは解散し、ソロとして活動する事を表明している。
ホールは最近の米ビルボード誌でのインタビューで、「僕は（自分は）ずっとソロ・アーティストだといつも言ってきた。ジョンとは一緒に仕事をしていただけ。これからは自由に演奏する」と発言。

## メンバー
ダリル・ホール（Daryl Hall、1946年10月11日（78歳））
- 本名はダリル・フランクリン・ホール（Daryl Franklin Hohl）。長い間、公私ともにサラ・アレンと暮らしていた。
- ペンシルベニア州チェスター郡ノース・コベントリー生まれ、モンゴメリー郡ポッツタウン（フィラデルフィア近郊）出身、ボーカル、ギター、キーボード担当。
- ドイツ系アメリカ人で、ペンシルベニア・ダッチの血も受け継ぐ、音楽家のフランク・ホールと声楽教師のベティを両親に持つ。
- 子供の頃は読書好きで空想好き、スポーツが苦手ということでスクールカーストの下位にいる生徒であり、両親に反抗を持った少年だった。同時にR&Bやソウルに傾倒していた。
- 1966年、テンプル大学の入学式で新入生のオーツと知り合う。1967年の暮れにバンドとして参加していたダンス会場の楽屋で知り合ったという説もある。
- 1980年代に同棲したロシア系アメリカ人女性との間に1児を儲けた。
- 2005年、野生動物に寄生するダニから感染するライム病により一時ライブをキャンセルするなどしたが、現在では完治した模様。
- 少年時代にR&Bやソウルに関わった経験から、アフリカ系やヒスパニックなど人種を問わずにフレンドリーに接しており、幅広い分野の交流関係を持っている。
- ニューヨークやロンドンなど数軒の邸宅を所持しており、近年は音楽プロデューサーとしても精力を注いでおり、とくに若いアーティストに楽曲を提供している。
- 近年はR&Bやソウルのテイストを取り入れたポップスで人気を博し、ブルー・アイド・ソウルとして成功したが、若いころは「肌が白く碧い目を持つR&Bやソウルのミュージシャン」と呼ばれることに抵抗感を持ち、音楽に人種は関係ないと振り返って述べている。

ジョン・オーツ（John Oates、1948年4月7日（77歳））
- 本名はジョン・ウィリアム・オーツ（John William Oates）。ニューヨーク出身。ボーカル、ギター担当。
- 父親アル・オーツはスペイン系人およびアイルランド系人の血を引き、母親アンはイタリア系人。妹はダイアンで4人家族。父方の祖父はアイルランド系イギリス人移民、祖母はモロッコ系（ムーア人）スペイン人移民。母方の祖父母はイタリア人（シチリア系）移民だった。
- 4歳の時に、父親の仕事の関係で一家はフィラデルフィアに引っ越した。5歳の時に遊園地の特設会場で観たビル・ヘイリー&ヒズ・コメッツの演奏をきっかけに音楽に興味を抱いて、ジュニア・ハイスクールに通う頃からギターを習いたいと思い始め、3年間、民間の音楽学校に通う。9歳の時にエレクトリック・ギターを手に入れ、友達らとバンドの真似事を始めた。
- ハイスクールの頃には、アマチュア・バンドに参加し地元のティーン向けクラブやパーティーで演奏。レパートリーは、ジェイムズ・ブラウン、ウィルソン・ピケット、ミラクルズ、テンプテーションズなどのソウルだった。その一方、ボブ・ディラン&ジョーン・バエズ、トム・パクストンなどのフォークソングも聴いていた。
- 1966年にハイスクールを卒業したジョンは、地元のテンプル大学に入学しジャーナリズムを専攻。スポーツマンで、テンプル大学にはレスリングで奨学金を得ての入学だった。学業のかたわら、「マスターズ」というセミプロのソウル・バンドのボーカル兼ギタリストとして活躍。1967年の暮れに、西フィラデルフィアのダンス会場「アデルフィ・ボールルーム」で開催されたパーティーに出演した際に、楽屋で「テンプトーンズ」というテンプテーションズのコピーバンドと面識を持ち、その中のメンバーの1人だったホールが同じテンプル大学の学生だと知って話しかけたのをきっかけに親しくなる。
- 彼のバンド「マスターズ」は1968年にメンバーの徴兵で解散し、「テンプトーンズ」に加入する予定だったが解散したので、二人はそれぞれ別の音楽の仕事を探すことになった。ホールが「ガリバー」というロック・バンドのアルバムを制作発表していた頃、オーツはヨーロッパ放浪の旅に出ていた。1970年11月に帰国したオーツと、「ガリバー」のアルバムが不発に終わったホールは、以前から一緒に書き溜めていた曲を2人で演奏して歌うことを決め、12月にフィラデルフィアの小さなクラブで「ダリル・ホール&ジョン・オーツ」としてスタートした。
- 1980年代に結婚、その後離婚したが現在では再婚して1児（息子タナー）をもうけ、コロラド州アスペンで生活している。
- 1987年にはアイスハウスの代表曲エレクトリック・ブルー（全米7位）を、ボーカルのアイヴァ・デイヴィスと共作。オーツもコーラスで参加。ソロ・アルバムでは、敬愛するミシシッピ・ジョン・ハートをトリビュートしたものなどを出している。
- 若いころは口ヒゲがトレードマークであったが、現在はきれいに剃っている。時折、あごヒゲや無精ヒゲを生やす場合もある。

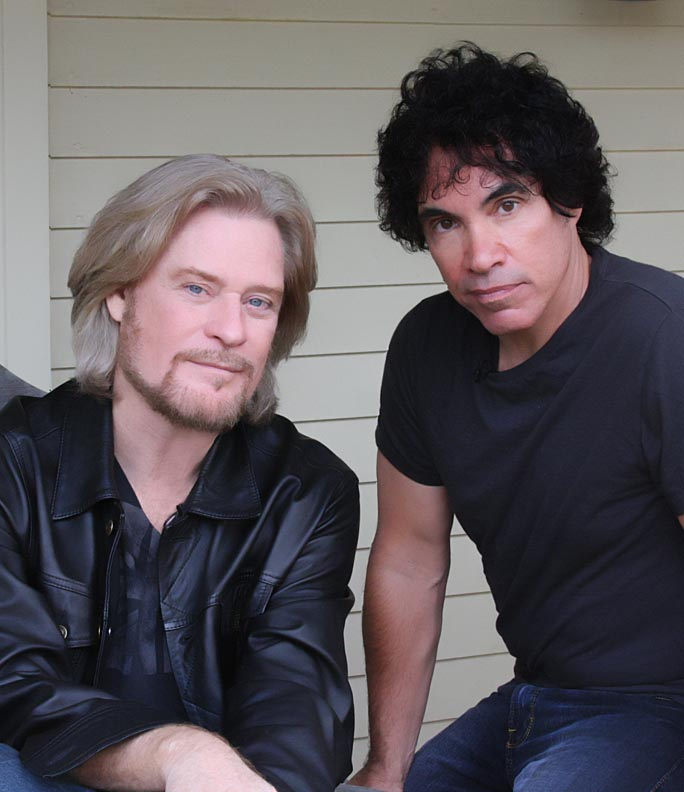
ダリル・ホール&ジョン・オーツ（2008年）

## サポートメンバー
- G.E.スミス  –  ギター
- チャールズ・デチャント  –  サクソフォーン、キーボード
- トム・T-Bone・ウォーク  –  ベース
- ミッキー・カリー  –  ドラム
- リーランド・スカラー  –  ベース
- ブラッド・フィーデル  –  キーボード

## 代表曲
- 「微笑んでよサラ」（1976年）ホールの恋人サラ・アレンを歌った曲。
- 「追憶のメロディ」（1976年）1973年の作品を再リリース。
- 「リッチ・ガール」（1977年）同年3月26日〜4月2日付、2週連続全米No.1。
- 「イッツ・ア・ラーフ」（1978年）
- 「ウェイト・フォー・ミー」（1979年）
- 「エヴリタイム・ユー・ゴー・アウェイ」（1980年）アルバム『モダン・ヴォイス』に収録。1985年にイギリスの歌手、ポール・ヤングがカバーし、同年7月27日付のチャートで全米No.1を獲得している。
- 「ふられた気持」（1981年）ブルー・アイド・ソウルの大先輩、ライチャス・ブラザーズのヒット曲をカバー。
- 「キッス・オン・マイ・リスト」（1981年）同年4月11日〜25日付、3週連続全米No.1、同年年間7位。様々なコンピレーションCDに収録される際、ラヴソングとして扱われる事が多いが、実際はアンチ・ラヴソングである。ホールは「君のキスは最高に素敵な物の一つとしてリストに載っているけど、唯一無二ではない。そういう歌だからね。みんなは『君を愛している。君がいなければ僕は死んでしまう』という内容の歌だと思っているけど、本当はその正反対なのさ」と語っている。
- 「ユー・メイク・マイ・ドリームス」（1981年）
- 「プライベート・アイズ」（1981年）同年11月7日〜14日付、2週連続全米No.1。
- 「アイ・キャント・ゴー・フォー・ザット」（1982年）同年1月30日付、全米No.1。ソウル・チャートでも上位に入った。
- 「ディド・イット・イン・ア・ミニット」（1982年）
- 「マンイーター」（1982年）同年12月18日〜1983年1月8日付、4週連続全米No.1、1983年年間7位。
- 「ワン・オン・ワン」（1983年）
- 「ファミリー・マン」（1983年）マイク・オールドフィールドのカバー。
- 「 セイ・イット・イズント・ソー」（1983年）同年12月17日〜1984年1月7日付、4週連続全米2位。
- 「アダルト・エデュケイション」（1984年）
- 「アウト・オヴ・タッチ」（1984年）同年12月8日〜15日付、2週連続全米No.1、1985年年間6位。2人にとって最後の全米No.1。
- 「メソッド・オヴ・モダン・ラヴ」（1985年）
- 「エヴリシング・ユア・ハート・デザイアーズ」（1988年）2人にとって最後のビルボード・ポップチャートTOP10ランクイン楽曲。
- 「Philly Forget Me Not」with トレイン（2018年）

### ダリル・ホール
- 「ドリームタイム」（1986年）1986年10月4日付、全米5位。

※ チャート順位は全てビルボードを参照している。

## ディスコグラフィ

### スタジオ・アルバム
- 『ホール・オーツ』 - Whole Oats（1972年） Whole Oatsとは、未精白のカラスムギ。
- 『アバンダンド・ランチョネット』 - Abandoned Luncheonette（1973年）全米33位 アリフ・マーディンによるプロデュース。
- 『ウォー・ベイビーズ』 - War Babies（1974年）全米86位 トッド・ラングレンがプロデュース。
- 『サラ・スマイル』 - Daryl Hall & John Oates（1975年）全米17位 1976年年間22位。
- 『ロックン・ソウル』 - Bigger Than Both of Us（1976年）全米13位 1977年年間13位。
- 『裏通りの魔女』 - Beauty on a Back Street（1977年）全米30位
- 『赤い断層』 - Along the Red Ledge（1978年）全米27位 デヴィッド・フォスターによるプロデュース。
- 『モダン・ポップ』 - X-Static（1979年）全米33位 前作同様、フォスターによるプロデュース。
- 『モダン・ヴォイス』 - Voices（1980年）全米17位 1981年年間8位、および1982年度99位。初のセルフプロデュース&ミリオンセラーアルバム。
- 『プライベート・アイズ』 - Private Eyes（1981年）全米5位 1982年年間16位。
- 『H2O』 - H2O（1982年）1983年1月15日〜4月16日付、15週連続全米3位、同年年間4位、プラチナ・アルバム。ホール・アンド・オーツ最大の売り上げを記録したアルバムである。
- 『ビッグ・バン・ブーム』 - Big Bam Boom（1984年）全米5位 1985年度17位。
- 『Ooh Yeah!』 - OohYeah!（1988年）全米24位 同年年間93位。
- 『チェンジ・オブ・シーズン』 - Change of Season（1990年）全米60位
- 『マリゴールド・スカイ』 - Marigold Sky（1997年）全米95位
- 『ドゥ・イット・フォー・ラヴ』 - Do It for Love（2003年）全米77位 タイトル曲がビルボード・アダルトコンテンポラリーチャートで1位に。
- 『アワ・カインド・オブ・ソウル』 - Our Kind of Soul（2004年）全米69位
- 『ホーム・フォー・クリスマス』 - Home for Christmas（2006年）

### ライブ・アルバム
- 『ライブタイム』 - Live time（1978年）全米42位
- 『ライヴ・アット・ジ・アポロ』 - Live at the Apollo（1985年）全米21位 ボブ・クリアマウンテン、元テンプテーションズのデヴィッド・ラフィン、エディ・ケンドリックスと共演を果たしている。

### コンピレーション・アルバム
- 『サヨナラはいわないで』 - No Goodbyes（1976年）全米92位
- 『ビギニングス』 - Past Times Behind（1977年）デビュー前の未発表音源集。
- 『フロム・A・トゥ・ONE』 - Rock'n Soul Part1（1983年）全米7位 同年年間36位。新曲2曲を含めたベストアルバム。
- 『アルティメット・ダリル・ホール&ジョン・オーツ』 - Ultimate Daryl Hall & John Oates（2004年）全米63位

### シングル
全米でチャートインしたシングルのみ掲載。
- 「追憶のメロディ」 - "She's Gone"（1973年）全米60位 日本未リリース。
- 「微笑んでよサラ」 - "Sara Smile"（1976年）全米4位
- 「追憶のメロディ」 - "She's Gone"（1976年）全米7位 再リリース
- 「ドゥ・ホワット・ユー・ウォント」 "Do What You Want, Be What You Are"（1976年）全米39位
- 「リッチ・ガール」- "Rich Girl"（1977年）全米1位
- 「バック・トゥゲザー・アゲイン」 - "Back Together Again"（1977年）全米28位
- 「イッツ・アンカニー」 - "It's Uncanny"（1977年）全米80位 日本未リリース。
- 「恋の傷痕」 - Why Do Lovers (Break Each Other's Heart?)1977年）全米73位
- 「イッツ・ア・ラーフ」 - It's a Laugh（1978年）全米20位
- 「君を失いたくはない」 - "I Don't Wanna Lose You"（1978年）全米42位 日本では「アレイ・カッツ」のB面としてリリース。
- 「ウェイト・フォー・ミー」 - "Wait for Me"（1979年）全米18位
- 「世界は美しい」 - "Who Said the World Was Fair"（1980年）全米110位 日本未リリース。
- 「ハウ・ダズ・イット・フィール」 - "How Does It Feel to Be Back"（1980年）全米30位 日本では「イン・ラブ・ウィズ・ユー」のB面としてリリース。
- 「ふられた気持」 - "You've Lost That Lovin' Feelin'"（1980年）全米12位 日本未リリース。
- 「キッス・オン・マイ・リスト」 - "Kiss on My List"（1981年）全米1位 日本未リリース。
- 「ユー・メイク・マイ・ドリームス」 - "You Make My Dreams"（1981年）全米5位 日本未リリース。
- 「プライベート・アイズ」 - "Private Eyes"（1981年）全米1位
- 「アイ・キャント・ゴー・フォー・ザット」 - "I Can't Go for That (No Can Do)"（1981年）全米1位
- 「ディッド・イット・イン・ア・ミニット」 - "Did It in a Minute"（1982年）全米9位
- 「ユア・イマジネーション」 - "Your Imagination"（1982年）全米33位 日本未リリース。
- 「マンイーター」 - "Maneater"（1982年）全米1位
- 「ワン・オン・ワン」 - "One on One"（1983年）全米7位
- 「ファミリー・マン」 - "Family Man"（1983年）全米6位
- 「セイ・イット・イズント・ソー」 - "Say It Isn't So"（1983年）全米2位
- 「アダルト・エデュケイション」 - "Adult Education"（1984年）全米8位
- 「アウト・オヴ・タッチ」 - "Out of Touch"（1984年）全米1位
- 「メソッド・オヴ・モダン・ラヴ」 - "Method of Modern Love"（1985年）全米5位
- 「言わずにおいて」 - "Some Things Are Better Left Unsaid"（1985年）全米18位
- 「ポゼッション・オブ・セッション」 - "Possession Obsession"（1985年）全米30位
- 「ザ・ウェイ・ユー・ドゥ・マイ・ガール」 - "The Way You Do the Things You Do"（1985年）全米20位 with デヴィッド・ラフィン&エディ・ケンドリックス。
- 「エヴリシング・ユア・ハート・デザイアーズ」 - "Everything Your Heart Desire"（1988年）全米3位
- 「ミスト・オポチュニティ」 - "Missed Opportunity"（1988年）全米29位
- 「ダウンタウン・ライフ」 - "Downtown Life"（1988年）全米31位
- 「ソー・クロース」 - "So Close"（1990年）全米11位
- 「ドント・ホールド・バック・ユア・ラブ」 - "Don't Hold Back Your Love"（1991年）全米41位
- 「アイル・ビー・アラウンド ～ いつもあなたと」 - "I'll Be Around"（2004年）全米97位 日本未リリース。

### ビデオ
- 『ロックン・ソウル・ライブ』 - Daryl Hall John Oates Rock'N Soul Live（1983年） 規格VHD

### ダリル・ホール

#### ソロ
- 『セイクレッド・ソングス』 - Sacred Songs（1980年） ロバート・フリップとの合作。1977年に制作されたが、ホール&オーツの当時のレーベルだったRCAレコードがホール&オーツの作品とは一線を画すアバンギャルドな作風に難色を示したので、発表が2年半以上も遅れた[18]。フリップは本作、自分がプロデュースしたピーター・ガブリエルの『ピーター・ガブリエル II』（1978年）、初のソロ・アルバム『エクスポージャー』(1979年）の3作を『MOR・3部作』（MOR Trilogy）と称した[19]。彼はホールとの創作活動の継続を望んでいたが、ホールはあくまでもホール&オーツを活動の中心と捉えており、『エクスポージャー』に一部参加したものの、両者の本格的なプロジェクトは本作のみに終わった。
- 『ドリームタイム』 - Three Hearts in the Happy Ending Machine（1986年） プロデューサーは当時プロデュースでも活躍していた、ユーリズミックスのデイブ・スチュワート。本作は全米29位、全英26位を記録し、リードシングル「ドリームタイム」は全米5位のヒットを記録した[20][21]。2曲目のシングル「フーリッシュプライド」は元々ホール&オーツのアルバムに準備された曲。
- 『ソウル・アローン』 - Soul Alone（1993年） ソニーからのリリース。当時のソニーのトップは、トミー・モットーラ（ホール&オーツの成功時期をサポートした重要なマネージャー、楽曲「ジーノ（ザ・マネージャー）」で歌われている。一時期マライヤキャリーと婚姻。）後にソニーと係争問題もをかかえたといわれる作品。
- 『キャント・ストップ・ドリーミング』 - Can't Stop Dreaming（1996年） 日本で先行リリース。
- 『ラフィング・ダウン・クライング』 - Laughing Down Crying（2011年）
- 『ビフォー・アフター』 - Before After（2022年） 1980年の『セイクレッド・ソングス』から2011年の『ラフィング・ダウン・クライング』までホールのソロ・アルバム全5作と、ホールのソロ配信企画からの未発表曲を網羅した2枚組のベスト盤。
- 『ディー』 - D（2024年） 13年ぶりのソロ。ユーリズミックスのデイヴ・スチュワートとの共同プロデュース。6月リリース。

#### テンプトーンズ（ダリル・ホールが、かつて所属していたバンド）
- 『テンプトーンズ』 - The Temptones（1996年）

#### ガリバー（ダリル・ホールが、かつて所属していたバンド）
- 『ガリバー』 - Gulliver（1998年）

### ジョン・オーツ
- 『ファンク・シュウェイ』 - Phunk Shui（2002年）
- 『1000 マイルス・オブ・ライフ』 - 1000 Miles of Life（2008年）
- 『ミシシッピー・マイル』 - Mississippi Mile（2011年）
- 『グッド・ロード・トゥ・フェロー』 - Good Road to Follow（2013年）
- 『アーカンソー』 - Arkansas（2018年）

※ チャート順位は全てビルボードを参照している。

## 日本公演
- 1980年
2月1日、2日 東京郵便貯金会館、3日 渋谷公会堂、4日 大阪万国博ホール
9月29日 中野サンプラザ
- 1982年
10月25日 京都府立体育館、26日 名古屋市公会堂、28日 福岡市九電記念体育館、29日、30日 大阪府立体育会館、11月1日、2日 武道館大ホール、3日、4日 NHKホール
- 1984年
2月12日 福岡国際センター、13日 大阪厚生年金会館、15日 宮城県スポーツセンター、16日、17日 武道館大ホール、18日 横浜文化体育館、20日 愛知県体育館、21日、24日 武道館大ホール、23日 大阪城ホール、 武道館大ホール
- 1985年
6月6日 仙台市体育館、8日 愛知県体育館、11日、12日 大阪城ホール、13日 横浜文化体育館、17日、18日、19日 武道館大ホール
- 1988年
10月13日 静岡産業館、14日 東京ドーム、16日 福岡国際センター、18日 広島サンプラザ、20日 大阪城ホール、21日 名古屋レインボーホール、24日 大阪城ホール、26日、27日 横浜文化体育館
- 1990年
7月15日 東京ドーム、17日 横浜アリーナ、19日、20日 大阪城ホール『KIRIN DRY GIGS 1990』
12月21日 東京ドーム『Greening of the world in Japan John Lennon 50th birthday』（ジョン・レノン追悼コンサート）
- 1991年
10月8日 神奈川県民ホール、9日 NHKホール、10日 国立代々木競技場第一体育館、12日 仙台サンプラザ、14日 フェスティバルホール、15日 名古屋市公会堂、18日 尼崎市総合文化センター アルカイックホール、19日 福岡サンパレス、21日 大阪厚生年金会館、22日 大宮ソニックシティ
- 1994年
2月18日 NHKホール、19日 渋谷公会堂、21日 東京厚生年金会館、22日 宮城県民会館、24日 名古屋クラブクアトロ、25日 心斎橋クラブクアトロ、27日、28日 フェスティバルホール、3月1日 愛知厚生年金会館、3日 横浜文化体育館、4日 渋谷クラブクアトロ
- 1995年
11月30日 名古屋クラブクアトロ、12月1日 心斎橋クラブクアトロ、3日 渋谷クラブクアトロ、4日 武道館大ホール、6日 名古屋市公会堂、7日 アクトシティ浜松 大ホール、8日 岡山市民会館、10日 鳥取県民文化会館、12日 福岡サンパレス、13日 大阪府立体育会館、15日 北海道厚生年金会館、17日 郡山市民文化センター、19日 仙台サンプラザ、20日 横浜文化体育館
- 1998年
4月15日 浦和市文化センター、16日 愛知厚生年金会館、18日 福岡サンパレス、19日 梅田HEAT BEAT、20日 フェスティバルホール、22日 日本武道館、23日 神奈川県民ホール
- 2002年
4月14日 渋谷公会堂、15日、16日 大阪厚生年金会館、18日 福岡市民会館、20日、21日 東京国際フォーラム ホールA、22日 神奈川県民ホール
- 2003年
5月21日 仙台サンプラザ、22日 岩手県民会館、24日、25日、28日、29日 東京国際フォーラムホールA、31日 福岡市民会館、6月1日、2日 大阪厚生年金会館、4日 名古屋市民会館、5日 パシフィコ横浜国立大ホール
- 2005年
3月4日 神奈川県民ホール、6日 北海道厚生年金会館、8日 仙台イズミティ21、10日 石川厚生年金会館、11日 広島郵便貯金ホール、12日 メルパルクホール福岡、14日、15日 大阪厚生年金会館、17日 名古屋市民会館、19日、20日 東京国際フォーラム ホールA、21日 渋谷公会堂（日本通算100公演目）
- 2011年
2月21日、22日 大阪グランキューブ大阪、2月24日 Zepp Nagoya、2月26日 武道館大ホール、28日 東京国際フォーラム ホールA
- 2015年
10月14日 グランキューブ大阪、16日 愛知県芸術劇場大ホール、19日武道館大ホール、21日 東京国際フォーラム ホールA